# Case Reports in Ophthalmology
Case Reports in Ophthalmology (skrót: Case Rep Ophthalmol) – anglojęzyczne czasopismo okulistyczne wydawane online w Szwajcarii w otwartym dostępie od 2010 roku. W ciągu roku ukazują się trzy wydania.
Czasopismo jest recenzowane i publikuje oryginalne opisy przypadków okulistycznych z szerokiego spektrum zagadnień takich jak: profilaktyka, diagnozowanie, leczenie, jakość życia, toksyczność terapii, opieka wspomagająca oraz kwestie związane z przeżywalnością. Akceptowane do publikacji są także wyniki negatywne, opisy przypadków dotyczące wykorzystania nowych technologii w diagnozie i leczeniu oraz materiały dodatkowe.
Założycielem i redaktorem naczelnym „Case Reports in Ophthalmology" jest prof. Anat Loewenstein – związana z izraelskim Sackler Faculty of Medicine Uniwersytetu Telawiwskiego. W skład rady redakcyjnej (ang. editorial board) czasopisma wchodzą głównie naukowcy z Izraela oraz Europy, w tym m.in.: Jerzy Nawrocki i Christian Prünte.
W międzynarodowym rankingu SCImago Journal Rank (SJR) mierzącym wpływ i znaczenie poszczególnych czasopism naukowych „Case Reports in Ophthalmology" zostało w 2018 sklasyfikowane na 78. miejscu wśród czasopism okulistycznych.
Publikacje ukazujące się w tym czasopiśmie są indeksowane m.in. w Emerging Sources Citation Index, Web of Science, Google Scholar, Directory of Open Access Journals (DOAJ), Embase, PubMed oraz w Scopusie. Wydawcą jest szwajcarski S. Karger AG z Bazylei.